# آرثر بانير
آرثر بانير (بالإنجليزية: Arthur Banner)‏ (28 يونيو 1919 في المملكة المتحدة - 1 أبريل 1980 في المملكة المتحدة) هو مدرب كرة قدم ولاعب كرة قدم بريطاني في مركز الدفاع. لعب مع نادي دونكاستر روفرز ونادي ليتون أورينت ووست هام يونايتد وSittingbourne F.C. ‏.